# Chris Diamantopoulos
Chris Diamantopoulos, né le 9 mai 1975 à Toronto, Canada, est un acteur canadien d'origine grecque.

## Biographie
Chris Diamantopoulos est né le 9 mai 1975 à Toronto, Canada.
Il a grandi en partageant son temps entre le Canada et la Grèce. Il est d'origine grecque, membre pratiquant de l'église orthodoxe grecque et parle couramment le grec.

### Vie privée
Il est marié à l'actrice Becki Newton depuis le 12 mai 2005. Ils ont quatre enfants.

## Carrière
Il a joué dans diverses séries télévisées comme Kevin Hill, Charmed, Nip/Tuck, Boston Justice et dans Starter Wife où il joue le rôle d'un décorateur homosexuel. Il a un rôle récurrent dans la série télévisée State of mind.
En 2009, il a été invité pour prêter sa voix à plusieurs personnages dans la série American Dad!.
Dans la huitième saison de la série 24 Heures chrono, il a joué le rôle de Rob Weiss, chef d'équipe du staff du président Allison Taylor.
Depuis 2013, il incarne la voix de Mickey Mouse dans plusieurs séries animées.

## Filmographie

### Cinéma

#### Longs métrages
- 2001 : Drop Dead Roses de Jessica Hudson : Trevor
- 2006 : Mariage Express (Wedding Daze) de Michael Ian Black : William
- 2007 : Three Days to Vegas de Charlie Picerni : Laurent Perrier
- 2009 : Under New Management de Joe Otting : Robert Monte
- 2012 : Les Trois Corniauds (The Three Stooges) de Peter et Bobby Farrelly : Moe
- 2013 : Empire State de Dito Montiel : Spiro
- 2013 : Art of the Steal (The Art of the Steal) de Jonathan Sobol : Guy de Corne
- 2014 : Dr. Cabbie de Jean-François Pouliot : Colin Hill
- 2015 : Batman Unlimited : L'Instinct animal (Batman Unlimited : Animal Instincts) de Butch Lukic : Green Arrow / Oliver Queen (voix)
- 2015 : Man Vs. d'Adam Massey : Doug
- 2015 : Batman Unlimited : Monstrueuse pagaille (Batman Unlimited : Monster Mayhem) de Butch Lukic : Green Arrow / Oliver Queen (voix)
- 2016 : Batman Unlimited : Machines contre Mutants (Batman Unlimited : Mech vs. Mutants) de Curt Geda : Green Arrow / Oliver Queen (voix)
- 2018 : The Truth About Lies de Phil Allocco : Eric Stone
- 2021 : Red Notice de Rawson Marshall Thurber : Sotto Voce
- 2021 : Le Journal d'un dégonflé (Diary of a Wimpy Kid) de Swinton O. Scott III : Frank Heffley (voix)
- 2021 : Justice Society : World War II de Jeff Wamester : Steve Trevor (voix)
- 2022 : Beavis and Butt-Head Do the Universe d'Albert Calleros et John Rice : Un policier / Un gardien de prison / Un prisonnier (voix)
- 2022 : High Heat de Zach Golden : Tom
- 2022 : Le journal d'un dégonflé : Rodrick fait sa loi (Diary of a Wimpy Kid : Rodrick Rules) de Luke Cormican et Gino Nichele : Frank Heffley (voix)
- 2023 : Ils étaient un seul homme (The Boys in the Boat) de George Clooney

#### Court métrage
- 2013 : Doctor Lollipop d'Aliki Theofilopoulos : Dr Lollipop (voix)

### Télévision

#### Séries télévisées
- 2002 : New York, police judiciaire (Law and Order) : Chris Wilson
- 2004 : Mes plus belles années (American Dreams) : Coach Tom Berg
- 2004 : Charmed : Inspecteur Davis
- 2004 : Frasier : Steve
- 2004 : Kevin Hill : Gil Hacker
- 2004 : Nip/Tuck : Chad Myers
- 2004 : New York 911 (Third Watch) : Hansen
- 2006 : Boston Justice (Boston Legal) : Douglas Karnes
- 2006 : Les Soprano (The Sopranos) : Jason Barone
- 2006 - 2023 : American Dad! : Donald Sutherland / Robert De Niro / Abraham Lincoln /  Bjorn / Phil / Alejandro  / Scott / Guy / Brad / Un médecin / Un soldat / Un motard / Dalai Lama / Al Bundy / Dr. Watson / Fitzwilliam Darcy / Roscoe / Un banquier / Dale (voix)
- 2007 : Les Experts (CSI : Crime Scene Investigation) : Oliver Zarco
- 2007 : Raines : Andrew Carver
- 2007 : State of Mind : Dr Phil Erikson
- 2007 - 2008 : Starter Wife (The Starter Wife) : Rodney
- 2008 : Eli Stone : Jake McCann
- 2010 : 24 Heures chrono (24) : Rob Weiss
- 2011 : Les Kennedy (The Kennedys) : Frank Sinatra
- 2011 - 2012 : Up All Night : Julian
- 2013 : Arrested Development : Marky Bark
- 2013 : Community : Reinhold
- 2013 : The Goodwin Games : Chad
- 2013 : The Office : Brian, l'ingénieur son
- 2013 - 2018 : Les Griffin (Family Guy) : Parker Stanton / Frank Maxwell / Stryker Foxx / Millipede / Dean Martin (voix)
- 2013 - 2019 : Mickey Mouse : Mickey Mouse (voix)
- 2014 : Hannibal : Clark Ingram
- 2014 - 2015 : About a Boy : Mr Chris
- 2014 - 2015 : Episodes : Castor Sotto
- 2015 : BoJack Horseman : Matthew Fox (voix)
- 2015 : Robot Chicken : Michael Bay / Fritz Darges (voix)
- 2015 - 2016 : Good Girls Revolt : Evan Phinnaeus « Finn » Woodhouse
- 2015 - 2019 : Silicon Valley : Russ Hanneman
- 2016 - 2018 : La Ligue des justiciers : Action (Justice League Action) : Green Arrow / Oliver Queen (voix)
- 2016 - 2018 : Skylanders Academy : Master Eon / Chompy Mage (voix)
- 2017 : New York, unité spéciale (Law and Order : Special Victims Unit) : David Willard
- 2018 : Voltron, le défenseur légendaire (Voltron : Legendary Defender) : Macidus (voix)
- 2018 : Let's Get Physical : Barry Cross
- 2018 : Les jeunes aventuriers (The Dangerous Book for Boys) : Patrick / Terry McKenna
- 2018 : Planète Harvettes (Harvey Street Kids) : Le cheval (voix)
- 2018 - 2019 : Va t'en, Licorne ! (Go Away, Unicorn!) : Une licorne / Le père (voix)
- 2018 - 2021 : La Bande à Picsou (DuckTales) : Myster Mask (Albert Colvert) / Hercule / Pastèque avec la voix de Mickey Mouse / Une chèvre (voix)
- 2019 : Elementary : Jason Wood
- 2019 : FBI : Benjamin Chase
- 2019 : Les Œufs verts au jambon (Green Eggs and Ham) : Bean Counter (voix)
- 2019 : The Twilight Zone : La Quatrième Dimension (The Twilight Zone) : Joe Beaumont
- 2020 : Blood of Zeus : Evios / Poséidon (voix)
- 2020 : Raiponce, la série (Rapunzel's Tangled Adventure) : Brock Thunderstrike / Flynn Rider (voix)
- 2020 : Les Fungies (The Fungies!) : Commandant Beefy (voix)
- 2020 - 2022 : Le Monde Merveilleux de Mickey (The Wonderful World of Mickey Mouse) : Mickey Mouse / le miroir magique (voix)
- 2020 - 2023 : Harley Quinn : Aquaman / Chef (voix)
- 2021 : Invincible : Donald Ferguson / Isotope / Dr Seismic (voix)
- 2021 : Le Secret de la plume (Ghostwriter) : Owen Quinn
- 2021 : Bless the Harts : Minister Mikey (voix)
- 2021 : The Harper House : Dr Morocco (voix)
- 2021 : La Réalité en face (True Story) : Savvas
- 2021 - : Les Green à Big City (Big City Greens) : Ed Zecutive (voix)
- 2021 : Centaurworld : Ched / Rutabagataur / Guskin / Roi Leaftaur / Gophertaur  / Ostrichtaur  / Suitor  / Zimples  / Sean-Anemone  / Narwhaltaur  / Hyenataur  / Horsatio  / Ched adolescent / Grasstaur / Pawter / Trouttaur / Dome (voix)
- 2021 - : Solos : Le technicien (voix)
- 2021 - 2022 : Inside Job : Robotus / Alpha-Beta (voix)
- 2022 : Made for Love : Agent Hank Walsh
- 2022 : Pantheon : Pope (voix)
- 2022 : Le fantôme et Molly McGee (The Ghost and Molly McGee) : Tug (voix)
- 2022 : Super frères, mégarobots ! (Super Giant Robot Brothers) : Thunder (voix)
- 2022 - 2023 : Beavis et Butt-Head (Beavis and Butt-Head) : L'hôte / Keith / Pasteur Travis / Howard / George / John Liland / TristanAngel / Un soldat / Steve / Un peintre (voix)
- 2023 : Daisy Jones and The Six : Lee Parlin
- 2023 : Animaniacs : Josh Polar / Dexter (voix)
- 2023 : Mrs. Davis : JQR
- 2023 : Lucky Hank : Tom

#### Téléfilms
- 2005 : Behind the Camera : The Unauthorized Story of Mork & Mindy de Neill Fearnley : Robin Williams
- 2005 : Into the Fire de Michael Phelan : Un agent
- 2014 : High Moon d'Adam Kane : Ian

### Jeux vidéos
- 2007 : 300 : March to Glory : Daxos (voix)
- 2023 : Star Wars Jedi: Survivor : Monk / MXNK-6 (voix)